# Pulp Fiction: Historky z podsvětí
Pulp Fiction: Historky z podsvětí (anglicky Pulp Fiction) je americký kultovní akční film a černá komedie, kterou v roce 1994 natočil režisér Quentin Tarantino. Film obdržel sedm nominací na Oscara, proměnil ale jen jedinou, Tarantino spolu s Rogerem Avarym získali Oscara za nejlepší původní scénář. Na Filmovém festivalu v Cannes film získal ocenění Zlatá palma.

## Obsazení
| John Travolta      | Vincent Vega                 |
| Samuel L. Jackson  | Jules Winnfield              |
| Bruce Willis       | Butch Coolidge               |
| Ving Rhames        | Marsellus Wallace            |
| Uma Thurman        | Mia Wallace                  |
| Harvey Keitel      | Winston Wolfe                |
| Tim Roth           | "Pumpkin" nebo "Ringo"       |
| Amanda Plummer     | "Honey Bunny" nebo "Yolanda" |
| Christopher Walken | kapitán Koons                |
| Eric Stoltz        | Lance                        |
| Quentin Tarantino  | Jimmie Dimmick               |
| Steve Buscemi      | Buddy Holly                  |

## Děj
Děj Pulp Fiction tvoří několik příběhů z losangeleského gangsterského prostředí, které se v několika scénách spojují a prolínají. Jejich společným prvkem jsou postavy Marsella Wallace (Ving Rhames), Vincenta Vegy (John Travolta) a Miy Wallacové (Uma Thurman), což jsou jediné tři postavy, které se vyskytují ve všech povídkách. Je k nim samozřejmě připojena celá řada dodatků, vedlejších epizod a příběhů. V celé mozaice je také celá řada společných motivů, které se opakují a jednotlivé povídky spojují. Příběhy jsou plné bizarních dějových zvratů, narážek na klasické béčkové filmy i postmoderních prvků.
V hlavní, chronologicky první a nejrozvětvenější povídce, nazvané Situace kolem Bonnie (The Bonnie Situation), jejíž vyústění a následně začátek tvoří prolog k filmu, jejíž děj se ale rozvine až na samém konci, vystupují druhořadí zabijáci, Jules (Samuel L. Jackson) a Vincent (John Travolta), kteří spolu s třetím, neaktivním spolupracovníkem Marvinem na objednávku mafiánského bosse Marselluse Wallace přepadnou a zabijí skupinu bývalých Marsellusových obchodních spolupracovníků a seberou jim kufřík s jakýmsi lesklým předmětem (jeho obsah není nikde ve filmu prozrazen, přestože je klíčovým předmětem, a fanoušci filmu s oblibou diskutují o tom, co v kufříku vlastně je). Náhle ale z vedlejší místnosti vyskočí muž, který se doposud před zabijáky skrýval, a vystřílí na Julese a Vincenta celý zásobník. Ani jednou kulkou se ale netrefí, což Jules pokládá za zázrak a Boží znamení, aby změnili svůj život. Při pozdější poněkud ohnivé diskusi v autě nešťastnou náhodou zastřelí Marvina, který sedí na zadním sedadle. Dostávají se do velmi nebezpečné situace – jsou uprostřed Los Angeles, vracejí se z vraždy a mají v autě mrtvolu omylem zabitého kolegy. Schovají se v domě Julesova přítele Jimmyho (Quentin Tarantino). Tam ale mohou zůstat nanejvýš hodinu – to se totiž vrátí ze směny v nemocnici Jimmyho manželka Bonnie, která by se s ním rozvedla, kdyby zjistila, že má kontakty na podsvětí. Vincent a Jules mu slíbí, že do hodiny odejdou. Na pomoc jim Marsellus pošle mimořádně schopného muže jménem Winston Wolf (Harvey Keitel), který jim pomůže uklidit auto a včas zlikvidovat mrtvolu.
Jules a Vincent pokračují ve své diskusi v bistru. Jules si stojí za tím, že to je Boží zásah a znamení, aby zlepšil svůj život, Vincent to pokládá za pouhou náhodu. V okamžiku, kdy Vincent odejde na záchod, se bistro pokusí vykrást milenecký a zároveň lupičský pár Pumpkin (který je pro britský akcent také ve filmu oslovován jako Ringo) a Honey Bunny. Vyhrožují zastřelením personálu i hostům, vybírají ode všech peněženky a cennosti. I Jules jim dá svoji peněženku. Kufřík jim ale dát nemůže, protože není jeho. V situaci, kdy je Ringo oslněn záhadným předmětem, ho Jules odzbrojí. Vyloží Pumpkinovi svoje názory a situaci. Kdyby je potkal o několik dní dříve, zabil by je, teď se ale rozhodl změnit svůj život a postoje. Zarecituje jim smyšlený citát z bible o tom, že smyslem života je, aby silný chránil slabé před "tyranií lidské zloby" (tento fiktivní citát, inspirovaný sice skutečným biblickým úryvkem, ale silně obměněný, je znám jako Ezechiel 25,17 a patří k nejznámějším filmovým hláškám vůbec).
Slova fiktivního citátu:
Cesta spravedlivého ze všech stran lemována jest nespravedlností, sobectvím a tyranií lidské zloby. Požehnán buď ten, kdo ve jménu lásky a dobré vůle vyvede slabé z údolí temnoty. Neb ten jest skutečným pastýřem a spasitelem zbloudilých dětí. A já srazím k zemi mocným trestem a divokým hněvem všechny, kdo se pokusí otrávit a zničit mé bratry. A když uvalím svou mstu na Tebe, seznáš, že jméno mé je Bůh.
Vysvětlí jim, že teď už nechce být tím tyranem, ale tím silným, který chrání slabé. Vezme si svou peněženku a dá jim 1 500 dolarů a nechá je jít. Tím celý film končí.
Druhá povídka, Vincent Vega a žena Marselluse Wallace (Vincent Vega and Marsellus Wallace's Wife), je chronologicky druhá. Začíná tím, že si Vincent Vega, známý z první povídky, nakoupí u dealera Lance (Eric Stoltz) velmi silnou drogu. Později téhož dne jde na večeři s Miou Wallaceovou, ženou Marselluse Wallace (Uma Thurman), do baru u Mazaného králíčka. Nejde o žádné rande, jak Vincent zdůrazňuje, jen o přátelskou večeři, při níž má Vincent nějak zabavit ženu svého bosse. Přátelsky si povídají, tančí v taneční soutěži pořádané zmíněnou restaurací a vyhrají první cenu. Vincent pak vezme Miu Wallaceovou domů. Bojí se, že ho Mia bude svádět, myslí si, že jde o zkoušku jeho loajality vůči Marsellusovi, chce proto co nejrychleji odejít a vyhnout se jakýmkoliv rizikům. Když je ale u ní doma na záchodě, Mia se přehrabuje v jeho věcech a předávkuje se jeho heroinem. Vincent zpanikaří, jede k Lanceovi domů, nakonec se mu ale povede zachránit Mii život injekcí adrenalinu.

Graffiti odkazující na film

Třetí povídka, nazvaná Zlaté hodinky (The Gold Watch), je chronologicky třetí a poslední. Hlavní postava, stárnoucí boxer Butch Coolidge (Bruce Willis), se nechá od Marselluse uplatit, aby prohrál svůj poslední zápas. Zápas nejen že neprohraje, ale zabije svého soupeře. Utíká z Los Angeles před Marsellusem, při vystěhovávání svého bytu ale jeho žena Fabienne (Maria de Medeiros) zapomene na jeho nočním stolku zlaté hodinky, které Butch zdědil po otci, padlém ve Vietnamu, a kterých si velmi cení. Butch se proto rozhodne vrátit se pro hodinky do svého bytu. Předpokládá, že tam na něj bude někdo čekat, a opravdu čeká – Vincent Vega. Ten je právě na záchodě, ale Marsellus, který v bytě momentálně není (šel nakoupit), nechal v kuchyni svou zbraň a Butch proto může Vincenta téměř bez nebezpečí zastřelit. Když jede autem zpět, potká Marselluse vracejícího se z krámu. Pokusí se ho přejet, Marsellus ale přežije a začne ho s pistolí pronásledovat. Pronásledování skončí rvačkou v krámku, v němž se Butch ukryje. Rvačku přeruší prodavač, který na ně namíří brokovnici a řekne jim, že „v jeho krámě nikdo zabíjet nebude, jenom on a Zed“. Zavolá Zeda, který za chvíli přijede. Spoutají Butche i Marselluse a mají v plánu je znásilnit. Zatímco Zed znásilňuje Marselluse a prodavač Maynard tomu přihlíží, Butchovi se podaří uvolnit z pout. Najde v krámku katanu, kterou zabije prodavače a ohrožuje i Zeda. Marsellus ho ale odtáhne s tím, že se Zedem si to vyřídí osobně. Střelí ho brokovnicí do koulí a slíbí mu, že „jeho prdel pozná středověk“. S Butchem je Marsellus vyrovnaný, zachránil mu život. Proto mu povolí v klidu odjet z města s podmínkou, že o této odplatě nikdy nikomu neřekne.